# E584
La ruta europea E231 és una carretera que forma part de la Xarxa de carreteres europees. Comença a Poltava (Ucraïna) i finalitza a Slobozia (Romania) passant per Moldàvia. Té una longitud de 930 km. Té una orientació de nord-est/sud-oest.